# Villers-Écalles
 Villers-Écalles  es una población y comuna francesa, en la región de Alta Normandía, departamento de Sena Marítimo, en el distrito de Ruan y cantón de Pavilly.

## Demografía
| 821 | 1035 | 1164 | 1693 | 1777 | 1781 | 1811 |
| Para los censos de 1962 a 1999 la población legal corresponde a la población sin duplicidades (Fuente: INSEE [Consultar]) |      |      |      |      |      |      |